# Яунокра (Краславский край)
Я́уно́кра (латыш. Jaunokra) — населённый пункт в Краславском крае Латвии. Входит в состав Кастулинской волости. Находится на берегу озера Окрас у региональной автодороги P60 (Дагда — Аглона). Расстояние до города Краслава составляет около 52 км (через Дагду). По данным на 2015 год, в населённом пункте проживало 24 человека.

## История
В советское время населённый пункт был центром Яунокрского сельсовета Краславского района.